# Zbigniew Syka
Zbigniew Syka (Polonia, 24 de marzo de 1936-2 de agosto de 1996) fue un atleta polaco especializado en pruebas de velocidad, en los relevos 4 × 100 m consiguió ser subcampeón europeo en 1962.

## Carrera deportiva
En el Campeonato Europeo de Atletismo de 1962 ganó la medalla de plata en los relevos de 4x100 metros, con un tiempo de 39.5 segundos, llegando a meta tras Alemania del Oeste y por delante de Reino Unido (bronce).